# Wilhelm Kuhnert
Pour les articles homonymes, voir Kuhnert.
Friedrich Wilhelm Kuhnert, né le 18 septembre 1865 à Oppeln en Silésie (aujourd'hui en Pologne) et mort le 11 février 1926 à Flims en Suisse, est un peintre et illustrateur allemand spécialisé dans la peinture animalière.

## Biographie
Grâce à l'obtention d'une bourse, Kuhnert poursuit des études à l'Académie des beaux-arts de Berlin, de 1883 à 1887.
De sa résidence berlinoise, il entreprend dès 1891 de nombreux voyages (surtout en Afrique orientale, alors possession allemande, où il se rend en 1891-1892 et en 1905-1906). Il travaille le paysage, mais surtout la peinture animalière : son modèle de prédilection est le lion (ce qui lui vaut le surnom de Löwen-Kuhnert), mais il représente également tigres, éléphants, zèbres, girafes... Il pratique le dessin, l'aquarelle, l'eau-forte, la peinture à l'huile.
Il illustre aussi bien la Faune de notre Terre du zoologiste Wilhelm Haacke que L'insurrection de l'Afrique orientale allemande du gouverneur von Götzen, ou encore La vie des animaux de Alfred Edmund Brehm. Il produit des images à collectionner pour le fabricant de chocolat Ludwig Stolwerck.
Pendant la première guerre mondiale, il voyage dans les territoires occupés par l'armée allemande en quête de nouveaux modèles (notamment les derniers bisons européens).
Il fait le récit de ses voyages dans un ouvrage paru en 1918, Au pays de mes modèles. Il y insiste en particulier sur le sens que revêt pour lui la peinture des animaux dans leur habitat naturel.

## Galerie

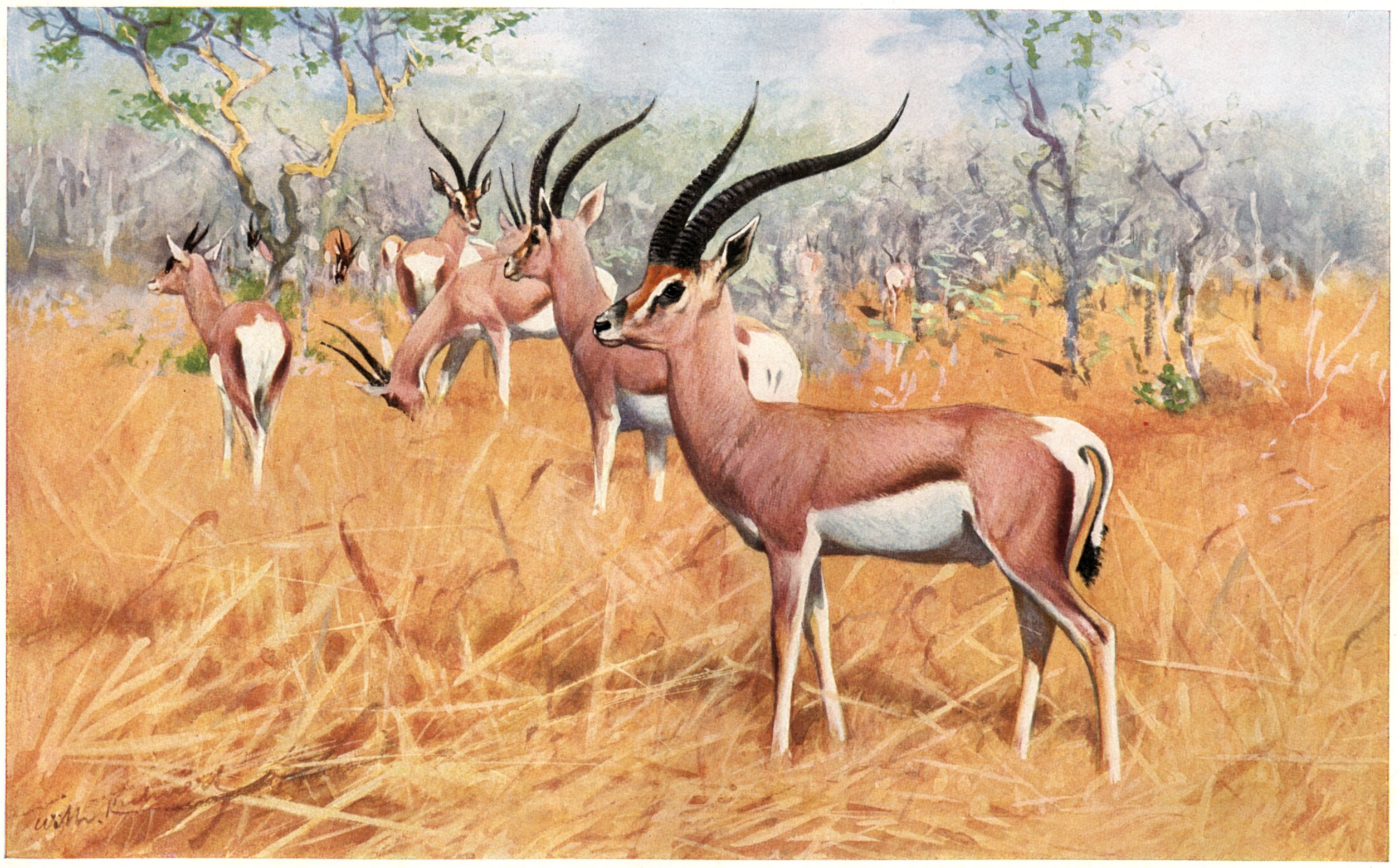
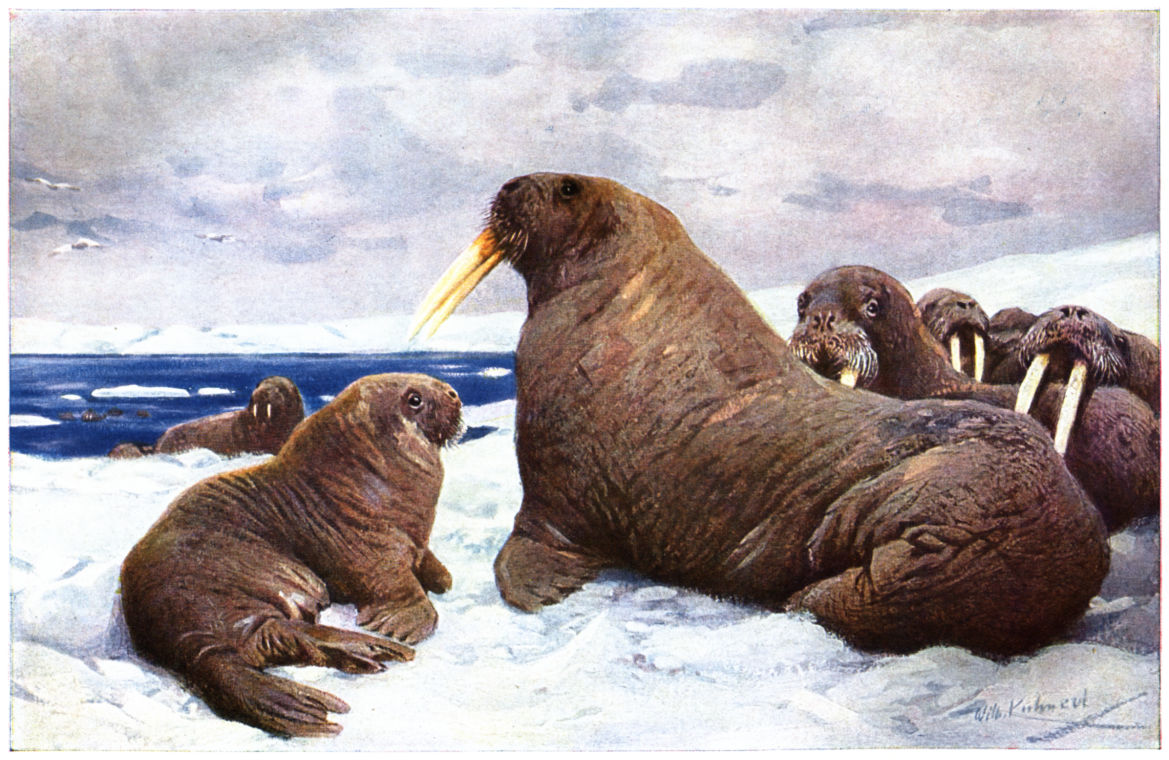
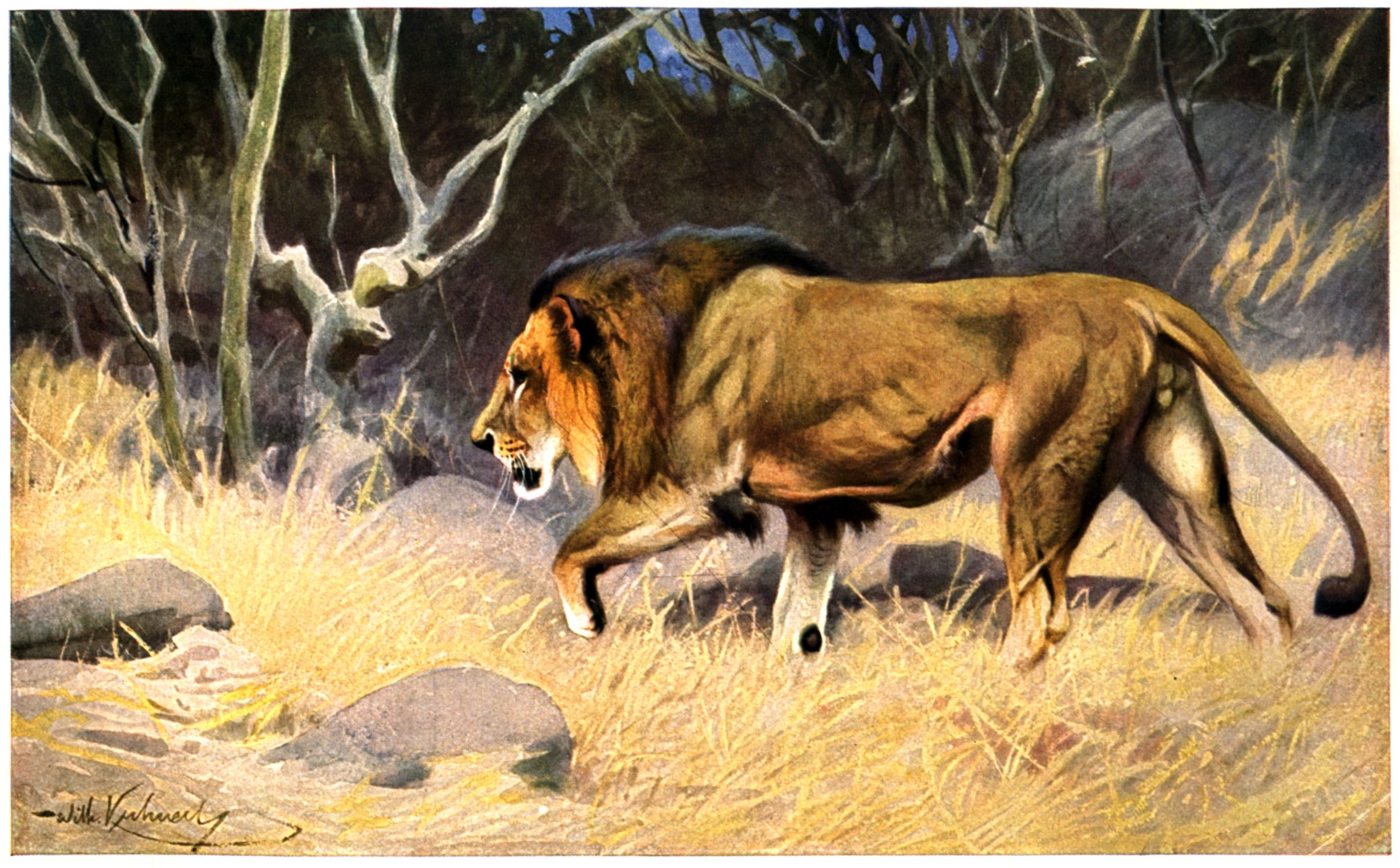